# Бородач обыкновенный
Бородач обыкновенный, или кровеостанавливающий, или кровоостанавливающий (лат. Bothriochloa ischaemum), — вид травянистых растений рода Бородач (Bothriochloa) семейства Злаки (Poaceae), распространённый от Средиземноморья до Восточной Азии.

## Ботаническое описание

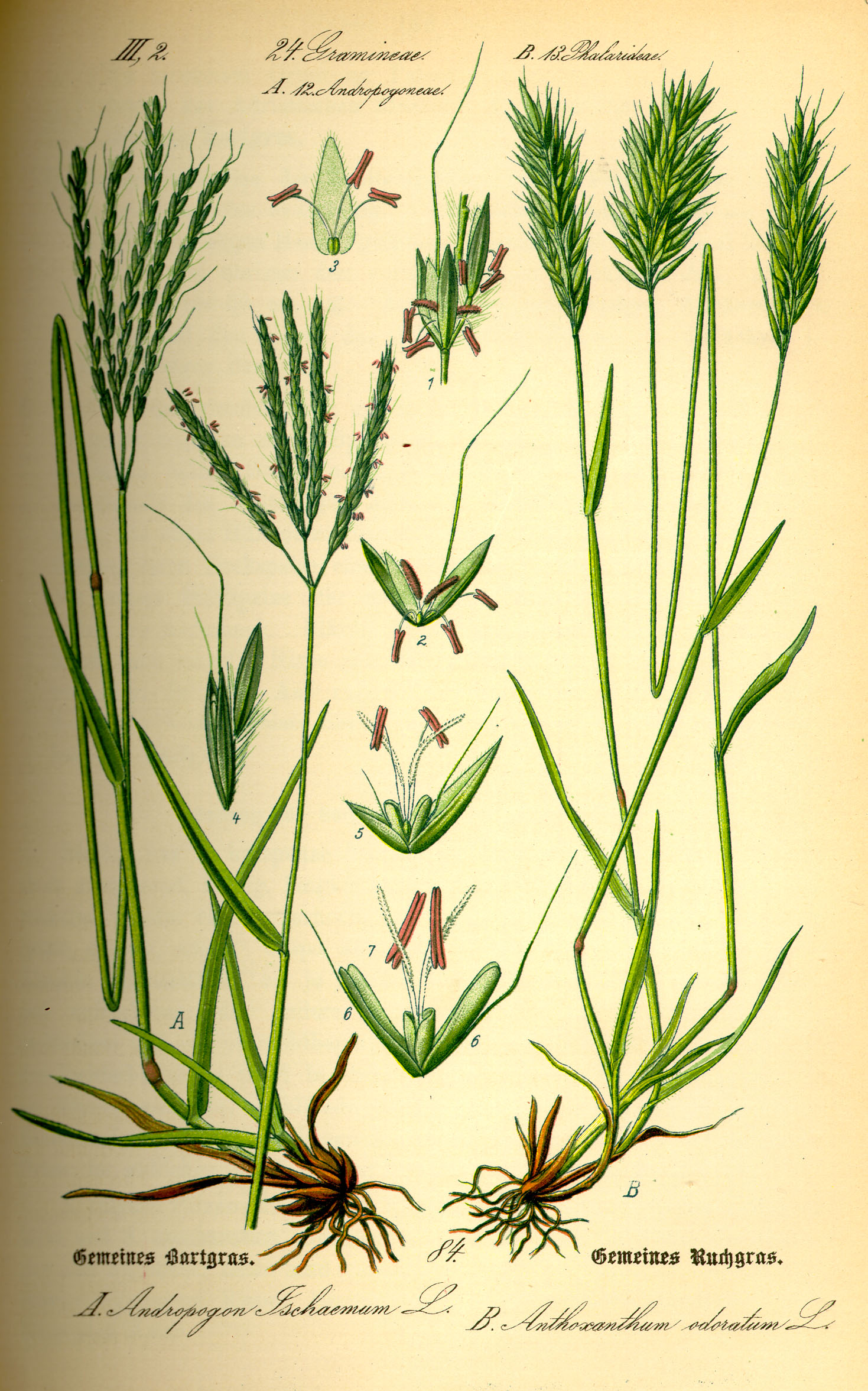
(слева)

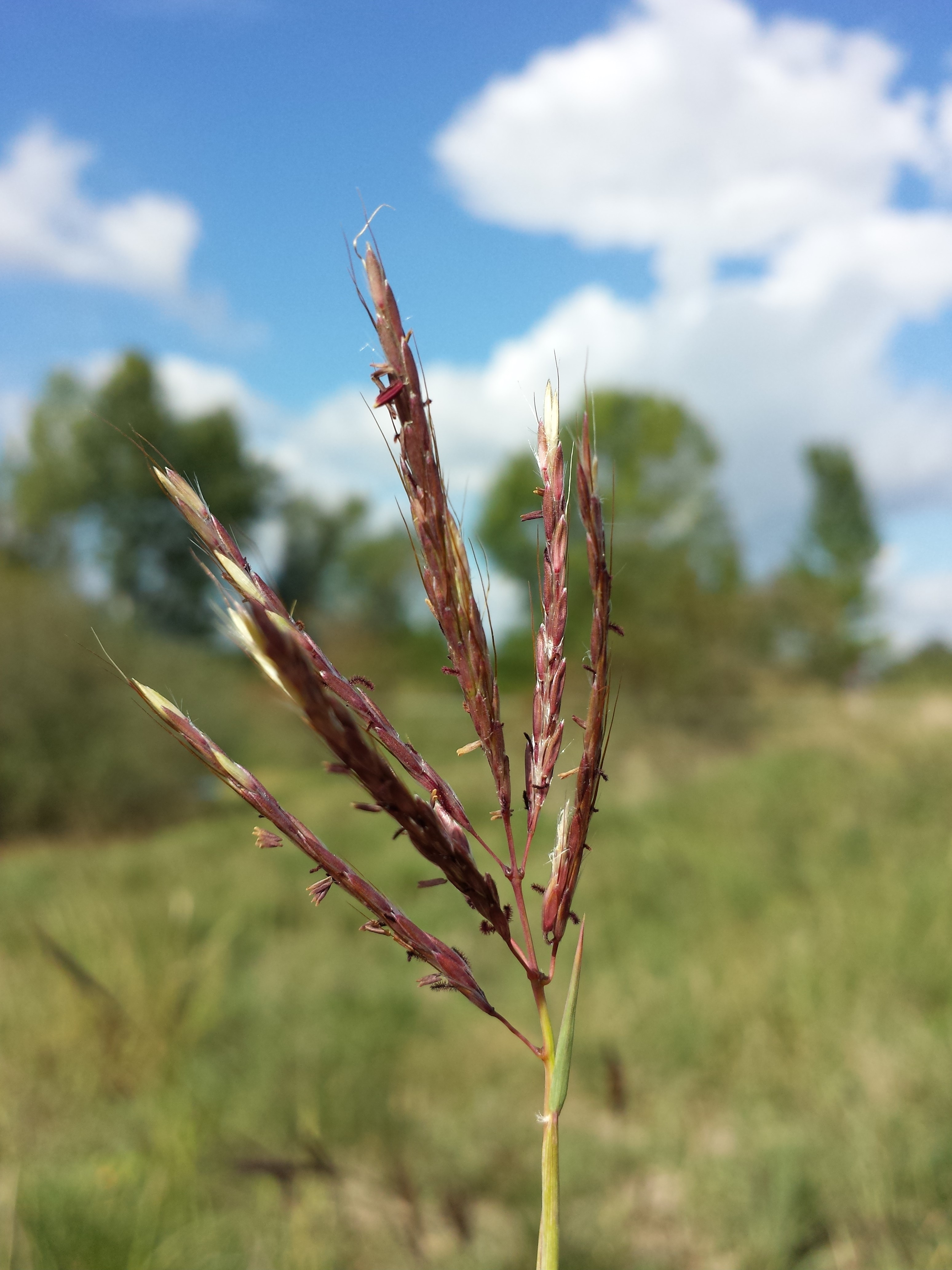
Соцветие

Корневище недлинное, ползучее, ветвистое, выпускающее несколько, при основании приподнимающихся стеблей, 20—75 см высотой и 1—2,5 мм толщиной, образующих негустую дерновинку. Листья серовато-зелёные и жесткие, узколинейные, 2—4 мм шириной, нижние в 3—4 раза короче стебля; язычок заменён рядом длинных (около 3 мм длиной) прямых волосков.
Соцветие состоит из 3—10 узких и длинных (2—3 мм шириной и 4—8 см длиной) колосовидных веточек, пальчато-расположенных на верхушке стебля, членистые стержни которых и цветоножки усажены длинными (около 3 мм) прямыми и жесткими волосками. Колоски около 4 мм длиной и почти 1 мм шириной, фиолетово-покрашенные, сидят попарно на веточке соцветия при основании её члеников, которые до 2 мм длиной (один из них мужской или бесполый) на цветоножке около 2 мм длиной. Колосковые чешуйки одинаковой длины, продолговатые или почти ланцетовидные, на конце притуплённые, фиолетово-покрашенные, около 4 мм длиной; из них нижняя 7—9-нервная, у мужского цветка голая, у обоеполого — по загнутым краям коротко ресничатая, в нижней же части усаженная длинными, подобно тому, как и на стержнях соцветия, прямыми волосками; верхняя колосковая чешуйка у этого цветка несколько вдоль сложенная и оттого килевидная, блестящая, голая, лишь по килю в верхней части коротко- и жестко-ресничатая. Прицветные чешуйки плёнчатые, маленькие; наружная в обоеполом цветке редуцирована в скрученную и коленчато-изогнутую ость около 15 мм длиной. Тычинки 3 с тёмно-фиолетовыми пыльниками. Рыльца перистые, тёмно-фиолетовые. Зерновка продолговато-овальная, сжатая, на одной стороне плоская, около 2 мм длиной и ⅔ мм шириной.

## Охрана
Вид внесён в Красные книги некоторых субъектов России:
- Республика Калмыкия (встречается в Прикаспийской низменности: посёлки Артезиан, Ачинеры и Прикумский Черноземельского района и село Джалыково Лаганского района)[1]
- Белгородская область (охраняется на территории природного парка «Ровеньский»: участок «Айдарский»)[2]

Выращивается в Ставропольском ботаническом саду.

## Синонимы
- Amphilophis ischaemum (L.) Nash
- Andropogon angustifolius Sm.
- Andropogon annulatus J.A.Schmidt
- Andropogon articulatus Dulac
- Andropogon digitatus St.-Lag.
- Andropogon ischaemum L.
- Andropogon panormitanus Parl.
- Andropogon patulus Moench
- Andropogon villosus Lam.
- Bothriochloa panormitana (Parl.) Pilg.
- Bothriochloa taiwanensis Ohwi
- Dichanthium ischaemum (L.) Roberty
- Digitaria collina Salisb.
- Ischaemum dactyloideum Montandon
- Sorghum ischaemum (L.) Kuntze
- Sorghum villosum Kuntze